# (367789) 2011 AG5
(367789) 2011 AG5 — астероид главного пояса. 2011 AG5 является потенциально опасным. Размер астероида может достигать 250 метров. Открыт 3 октября 2008 года.
26 февраля 2011 года пролетел на минимальном расстоянии от Земли — 0,09562 астрономической единицы.

## Когда был обнаружен астероид 2011 AG5
Объект был обнаружен в январе 2011 года обсерваторией Маунт-Леммон, что в штате Аризона (США). Известны только его размеры; масса и состав не определены. «2011 AG5 имеет самые высокие шансы на столкновение с Землёй среди всех околоземных объектов, — подчёркивает Детлеф Кошны из Европейского космического агентства. — Впрочем, мы наблюдали пока только половину его орбиты, так что расчёты могут оказаться неточными. Поэтому наша инициативная группа пришла к выводу, что его рано считать реальной угрозой. В идеале мы должны увидеть его полную орбиту, если не две».
Группа воздержалась от рекомендаций использовать 2011 AG5 в качестве площадки для испытаний технологий по отклонению астероидов с опасных для нас орбит. В то же время эксперты считают, что наблюдать за ним следует как можно более пристально.

## Орбита астероида
На схеме показаны орбиты Меркурия, Венеры, астероида 367789 2011 AG5, Земли и Марса.

## Сближение астероида с Землей
В текущем году сближение астероида 367789 2011 AG5 с Землей не произойдет.
Последний раз астероид пролетал мимо нашей планеты 8 февраля 1946 года. Тогда Землю и 367789 2011 AG5 разделило примерно 4,7 миллиона километров. Следующая встреча астероида и нашей планеты состоялась 3 февраля 2023 года. В этот день он промчался на расстоянии примерно 1,82 миллиона километров. В этот момент астероид исследовала обсерватория Голдстоун в Калифорнии. Радарные изображения, полученные 70-метровой антенной, показали, что астероид имеет вытянутую форму: 150×500 метров.
В 2011 г. вероятность столкновения 5 февраля 2040 года оценивалась как 1 к 625, отмечал Дональд Йеоманс из Лаборатории реактивного движения НАСА (США). Но объект наблюдался всего девять месяцев, и в дальнейшем оценка могла измениться. Ожидалось, что астероид снова попадёт в поле зрения в сентябре 2013 и ноябре 2015 года, тогда и можно было бы говорить о какой-то конкретике.
Считалось, что ситуация окончательно прояснится в феврале 2023 года, когда астероид попадёт в ту небольшую область околоземного пространства, где его орбита может опасно измениться. 3 февраля 2023 г. 2011 г. AG5 приблизится на расстояние 0,012 а. е. (4,7 лунного расстояния). По оценке НАСА, «замочная скважина», которая направит 2011 AG5 на встречу с нашей планетой в 2040 году, составляла около 100 км в ширину. Она значительно больше, чем та область, попав в которую в 2029 году, в 2036-м в Землю врежется астероид Апофис. И всё же она чересчур мала, чтобы считать шансы на столкновение высокими.
Тем не менее бывший астронавт, специалист по околоземным объектам Рассел Швайкарт полагал, что начинать готовиться следует уже сейчас, не откладывая на последнюю минуту. К 2023 году, по его мнению, мировое сообщество должно было располагать отработанными технологиями отклонения астероидов, вместо того чтобы в спешке приступать к переговорам и поиску финансов.
Глава НАСА Чарльз Болден прислушался к этому совету, но сказал, что лучше подождать до 2015 года: тогда и степень опасности будет оценена более точно, и время ещё останется.

## Будущее
По данным на 21 декабря 2012 г., анализ новых данных показал, что риск столкновения в 2040 году исключен.